# Великий Зелений потік
Великий Зелений потік (словац. Veľký Zelený potok) — річка в Словаччині, права притока Грону, протікає в окрузі Брезно.
Довжина приблизно 7.5-7.9 км. Витік знаходиться в масиві Вепорські гори (частина Фабова-Голя — схил гори Лешнік) на висоті близько 1210 метрів. Протікає територією села Бенюш.
Впадає в Грон на висоті приблизно 545 метрів.